# .re
Pour les articles homonymes, voir RE.
.re est le domaine de premier niveau national (country code top level domain : ccTLD) réservé à l'île de La Réunion, département d'outre-mer français dans l'océan Indien. Comme le .fr, il est administré par l'Association française pour le nommage Internet en coopération (Afnic).
Le 3 juillet 2012, l'Afnic ouvre la possibilité au grand public d'enregistrer des noms de domaine accentués (IDN).

## Usage alternatif
L'extension est également utilisée pour un usage de domain hack : lib.re, fermetu.re, etc. Il est beaucoup utilisé du fait des initiales du terme reverse engineering.

## Statistiques d'usage
En janvier 2025, environ 65 000 domaines utilisent l'extension .re.